# الجوس (بعدان)

تعديل مصدري - تعديل

الجوس محلة تابعة لقرية ذكارة، التابعة لعزلة المنار بمديرية بعدان إحدى مديريات محافظة إب في الجمهورية اليمنية، بلغ تعداد سكانها 109 حسب تعداد اليمن لعام 2004.